# Kangi Kiditu
Kangi Kiditu is de benaming voor in Congo-Kinshasa gevonden koperen en messing kruisbeelden, die door inheemse bronsgieters vervaardigde kopieën zijn.
De Kangi Kiditu-beelden zijn ontstaan, doordat de Portugezen die Congo kwamen veroveren, gezegend werden door een priester met een kruisbeeld. De bevolking dacht dat de Portugezen daardoor zo goed vochten en begonnen zelf ook kruisbeelden te aanbidden. Nederlanders, Fransen en Engelsen hebben de opkomst van de beelden nog extra ondersteund, doordat die missionarissen met kruisbeelden door Afrika heen stuurden.  